# Borja Fernández (ur. 1981)
Francisco de Borja Fernández Fernández (ur. 14 stycznia 1981 w Ourense) – hiszpański piłkarz występujący na pozycji pomocnika w Realu Valladolid.

## Kariera klubowa
Od 2017 roku gra w Realu Valladolid. Piłkarz grający na pozycji defensywnego pomocnika. Wychowanek Realu Madryt. W sezonie 2005/2006 był wypożyczony do RCD Mallorca, po sezonie wrócił do klubu z Madrytu, jednak nowy trener 'Królewskich' Fabio Capello nie widział go w składzie i odszedł na stałe. Ma 188 cm wzrostu i waży ok. 83 kg.

## Kariera reprezentacyjna
W latach 1998–2003 występował w młodzieżowych reprezentacjach Hiszpanii w kategoriach U-17, U-18 oraz U-21.

## Sukcesy
Atlético de Kolkata
- Indian Super League: 2014, 2016